# 疑惑のチャンピオン
『疑惑のチャンピオン』（ぎわくのチャンピオン、原題: The Program）は、2015年のイギリス・フランスのスポーツ伝記映画。
監督はスティーヴン・フリアーズ、出演はベン・フォスターとクリス・オダウドなど。
ガンを克服し、ツール・ド・フランスで7年連続総合優勝の偉業を達成したが、その後、長年にわたるドーピングが発覚し、自転車競技界から永久追放されたランス・アームストロングの栄光と転落の人生を、イギリスのサンデー・タイムズ記者デヴィッド・ウォルシュによるノンフィクションを原作に映画化。

## キャスト
※括弧内は日本語吹替
- ランス・アームストロング - ベン・フォスター（鳥海勝美）
- デヴィッド・ウォルシュ（英語版） - クリス・オダウド（桐本拓哉）
- ミケーレ・フェラーリ（英語版） - ギヨーム・カネ（後藤敦）
- フロイド・ランディス - ジェシー・プレモンス（竹内栄治）
- ビル・ステイプルトン（英語版） - リー・ペイス
- ヨハン・ブリュイネール - ドゥニ・メノーシェ（佐野康之）
- ボブ・ハーマン（英語版） - ダスティン・ホフマン（佐々木薫）
- フランキー・アンドリュー（英語版） - エドワード・ホッグ（英語版）
- ベッツィ・アンドリュー - エレイン・キャシディ
- エマ・オライリー - ローラ・ドネリー（英語版）
- ルパート・ギネス - マーク・リトル（英語版）（宮崎敦吉）